# Sandro Munari
Pour les articles homonymes, voir Munari.
Sandro Munari, né le 27 mars 1940  à Cavarzere (province de Venise, Vénétie), surnommé Il Drago di Cavarzere, est un ancien pilote de rallye italien, qui disputa 36 rallyes en Championnat du monde des rallyes entre 1973 et 1984.

## Biographie
Issu d'une famille d'agriculteurs, Munari débute en 1964 en rallyes comme copilote, puis tient lui-même le volant à partir de 1966. De 1967 à 1973 il se concentre essentiellement durant ces six premières années de carrière sur le championnat national italien.
Mario Mannucci a été son copilote principal, de 1971 à 1975, puis régulièrement le deviennent Silvio Maiga en 1976 et Piero en 1977 et 1978.
Ayant surtout couru pour Lancia, Sandro Munari a remporté quatre fois le rallye Monte-Carlo, en 1972 sur Lancia Fulvia puis trois fois consécutivement en 1975, 1976 et 1977 sur Lancia Stratos, de même que plusieurs autres victoires en championnat du monde WRC. Toujours sur Stratos, il a aussi gagné le Tour de France automobile en 1973, et l'on peut encore citer à son actif victorieux le Tour de Corse de 1967 sur Lancia Fulvia HF avec Luciano Lombardini, la Targa Florio en 1972 sur Ferrari 312PB avec Arturo Merzario (2e en 1973 avec J-C Andruet sur Lancia Stratos), de nouveau le Tour de Corse en 1976 sur Lancia Stratos HF avec Maïga, et le South Africa Total Rally en 1977 sur Lancia Stratos Hf avec Sodano. De 1978 à 1980 S.Munari évolue en fin de carrière internationale sur Fiat 131 Abarth, et le français Jacques Jaubert a alors le privilège d'être son dernier copilote pouvant lui permettre d'obtenir un classement dans les points en compétition mondiale officielle, durant le rallye Safari de 1980 (6e).

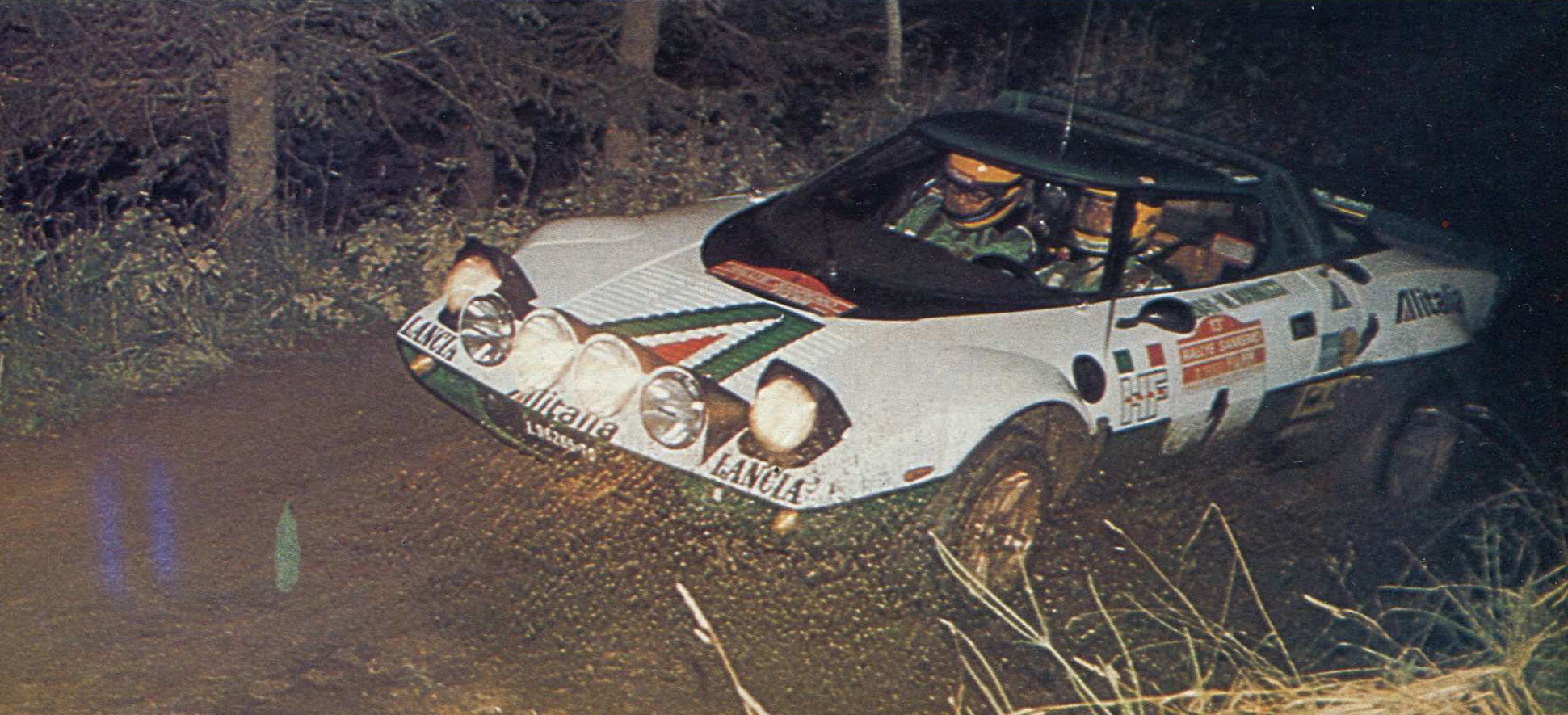
Munari au Rallye Sanremo 1975 sur Lancia Stratos HF Alitalia

Finalement durant toute sa carrière de rallyman, il a obtenu deux titres nationaux, deux titres continentaux différents, et un titre mondial en remportant la première des deux éditions de la Coupe FIA des conducteurs en 1977, à l'époque équivalente à un championnat du monde des pilotes (le championnat du monde des rallyes pour les pilotes n'étant officiellement créé qu'en 1979).
Par la suite il a pu s'exprimer dans la discipline du rallye-raid en devenant même le copilote de son propre ancien copilote Mannucci en 1988 lors du rallye « off-road » (cross-country) de Grèce, sur un Lamborghini LM 002 4WD.
Il a ensuite créé l'Abarth Driving School, une école de conduite à des fins de promotion sécuritaire en bordure de la piste d'essai du groupe FIAT, à Balocco (province de Verceil).
En 2012 il participe au rallye Monte-Carlo « Historic » (sur Lancia Fulvia HF), et en 2013 il collabore à la revue italienne TopGear. Son nom est associé en 2013 à la première victoire reconnue d'un club automobile dans le championnat européen de la spécialité vintage.

## Palmarès

### Titres[3]
| Saison | Titre                                          | Voiture                                   |
| ------ | ---------------------------------------------- | ----------------------------------------- |
| 1967   | Champion d’Italie des rallyes                  | Lancia Fulvia 1300 HF                     |
| 1969   | Champion d’Italie des rallyes                  | Lancia Fulvia 1300 HF                     |
| 1971   | Mitropa Cup                                    | Lancia Fulvia 1300 HF                     |
| 1971   | Vice-champion d’Italie des rallyes             | Lancia Fulvia 1300 HF                     |
| 1971   | Vice-champion d’Europe des rallyes             | Lancia Fulvia 1300 HF et Proto Abarth 2L. |
| 1973   | Champion d'Europe des rallyes                  | Lancia Fulvia 1600 HF                     |
| 1974   | Vice-champion d'Europe des rallyes (1er Röhrl) | Lancia Stratos HF                         |
| 1977   | Vainqueur Coupe FIA des rallyes                | Lancia Stratos HF                         |

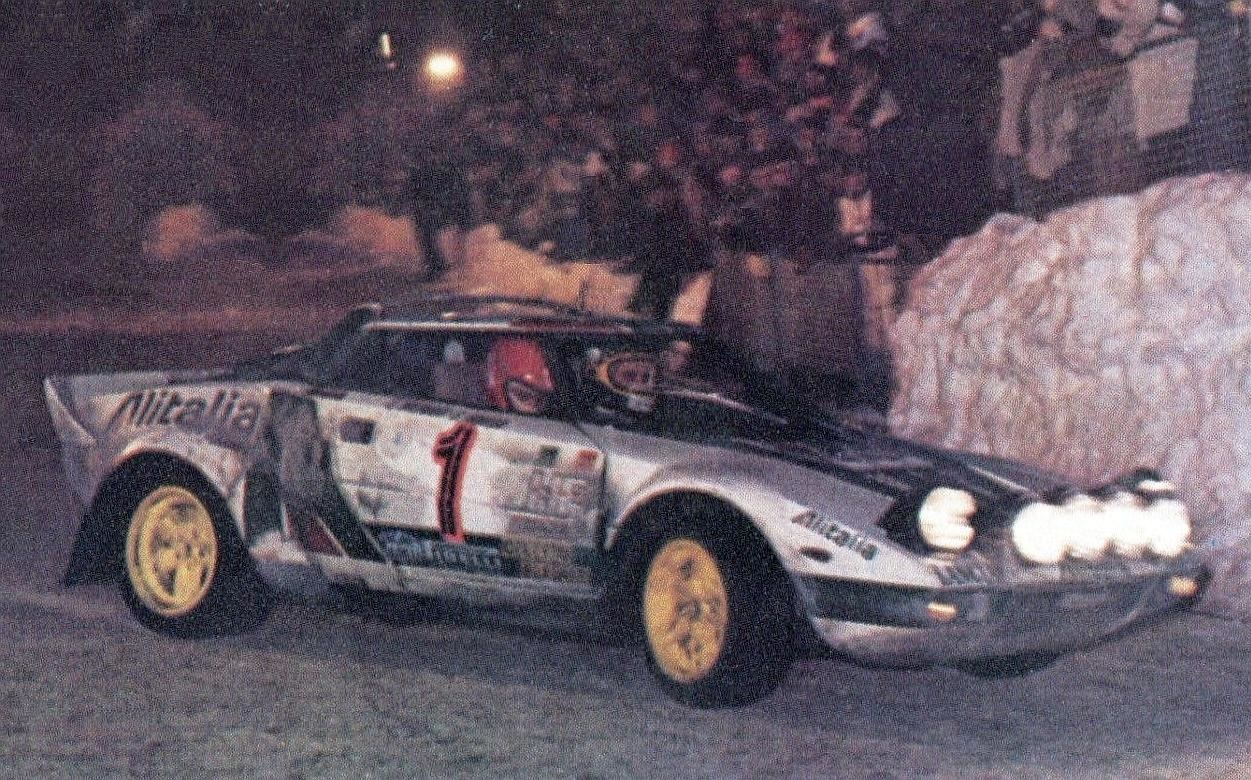
Sandro Munari en 1976 au col de Turini (rallye Monte Carlo).

(remarque: Sandro Munari aurait également dominé, en cumul de points théoriques, une éventuelle compétition internationale des conducteurs en 1974 et 1976)

### Victoires en championnat international des marques
Le championnat international des marques fut disputé de 1970 à 1972, avant la création du championnat du monde des rallyes en 1973.
| # | Saison | Rallye                   | Pays   | Copilote       | Voiture          |
| - | ------ | ------------------------ | ------ | -------------- | ---------------- |
| 1 | 1972   | Rallye Monte-Carlo (41e) | Monaco | Mario Mannucci | Lancia Fulvia HF |

### Victoires en Championnat du monde des rallyes[5]

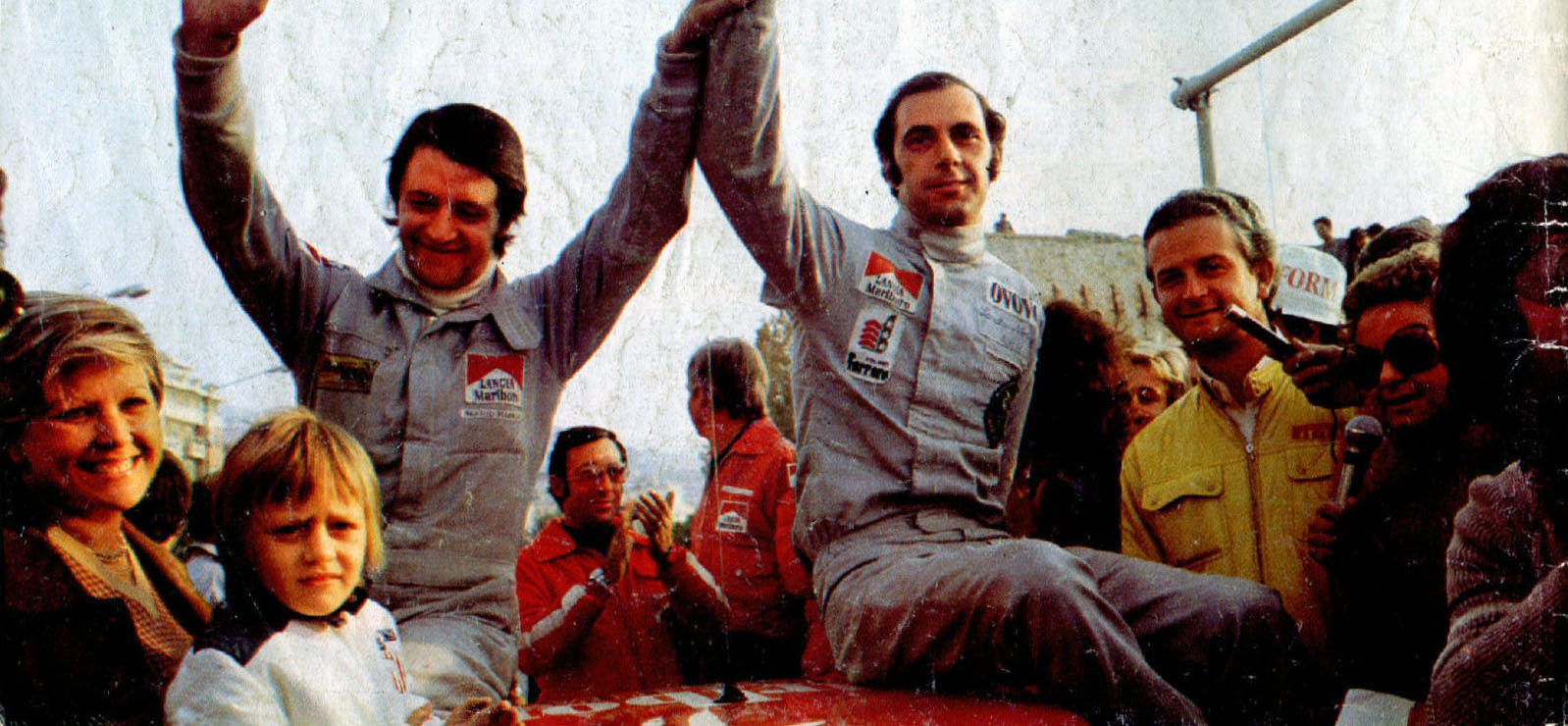
Mannucci (à gauche) et Munari (à droite), vainqueurs du Rallye Sanremo 1974 sur la nouvelle Lancia Stratos HF Marlboro.

(Munari participe à la triple victoire de la Lancia Stratos HF au Championnat du monde des constructeurs, en 1974, 1975 et 1976)
| # | Saison | Rallye                    | Pays     | Copilote       | Voiture           |
| - | ------ | ------------------------- | -------- | -------------- | ----------------- |
| 1 | 1974   | 16e Rallye Sanremo        | Italie   | Mario Mannucci | Lancia Stratos HF |
| 2 | 1974   | 3e Rallye de Rideau Lakes | Canada   | Mario Mannucci | Lancia Stratos HF |
| 3 | 1975   | 43e Rallye Monte-Carlo    | Monaco   | Mario Mannucci | Lancia Stratos HF |
| 4 | 1976   | 44e Rallye Monte-Carlo    | Monaco   | Silvio Maiga   | Lancia Stratos HF |
| 5 | 1976   | 10e Rallye du Portugal    | Portugal | Silvio Maiga   | Lancia Stratos HF |
| 6 | 1976   | 20e Tour de Corse         | France   | Silvio Maiga   | Lancia Stratos HF |
| 7 | 1977   | 45e Rallye Monte-Carlo    | Monaco   | Silvio Maiga   | Lancia Stratos HF |

### Autres podiums en championnat du monde (7)
- 2e de l'East African Safari (Kenya), en 1975;
- 2e du rallye Sanremo, en 1976;
- 3e du rallye Safari, en 1974 et 1977;
- 3e du RAC Rally, en 1974;
- 3e du rallye du Maroc, en 1976;
- 3e du tour de Corse, en 1978;

### FIA Cup for rally driver
- 1977: Total Rally South Africa, avec Piero Sodano, sur Lancia Stratos HF;
- 1977: Rally San Martino di Castrozza, avec Piero Sodano, sur Lancia Stratos HF;

### Victoire en championnat du monde des voitures de sport (WSC)
- 1972: Targa Florio, avec Arturo Merzario sur Ferrari 312 PB;

### 12 victoires en Championnat d'Europe des rallyes
Avec Lombardini puis Mannucci:
- 1967: Rally di Sardegna;
- 1969: Rally San Martino di Castrozza;
- 1971: Rally San Martino di Castrozza;
- 1971: Rally Semperit (Autriche);
- 1972: Rally di Sicilia;
- 1972: Rally San Martino di Castrozza;
- 1973: Rally di San Marino;
- 1973: Rally di Sicilia;
- 1973: Rally San Martino di Castrozza;
- 1973: Rally de la Costa Brava (Espagne);
- 1973: Rally Firestone (Espagne);
- 1977: Rally San Martino di Castrozza, avec Piero Sodano, sur Lancia Stratos HF;

### 18 victoires en Championnat d'Italie des rallyes

#### Sur Lancia Fulvia HF 1300
Avec Lombardini de 1967 à 1969:
- 1967: Rally 999 Minuti;
- 1967: Rally di Sardegna;
- 1967: Rally Alpi Orientali;
- 1968: Rally Alpi Orientali;
- 1969: Rally Sestriere;
- 1969: Rally Alpi orientali;
- 1969: Rally San Martino di Castrozza;

Avec Mannucci de 1971 à 1973:
- 1971: Rally 999 minuti;
- 1971: Rally San Martino di Castrozza;
- 1971: Rally 1000 minuti;
- 1972: Rally di Sicilia;
- 1972: Rally San Martino di Castrozza;
- 1973: Rally di San Marino;
- 1973: Rally di Sicilia;
- 1973: Rally San Martino di Castrozza;

#### Sur Lancia Stratos HF
Avec Mannucci de 1974 à 1975:
- 1974: Rally delle 4 Regiono;
- 1975: Rally delle 4 Regiono;

Avec Perissinot en 1977:
- 1977: Rally Valle d'Aosta;

### Victoire au Championnat de France des rallyes
- 1967 : 12e Tour de Corse, copiloté par Luciano Lombardini, sur Lancia Fulvia HF (inaugure le palmarès du Tour de Corse qui devient une épreuve du nouveau championnat de France des Rallyes[8])
- 1973: Tour de France automobile, avec Mario Mannucci sur Lancia Stratos (épreuve au cours de laquelle il perdra sept kilos[9]);

### Accessits
- 1974: 2e des 24 Heures de Chamonix (Lancia Stratos).